# Artes marciais indochinesas
As artes marciais indochinesas estão relacionadas umas com as outras e com as artes marciais chinesas e as indianas.
A sua característica mais eminente é o kickboxing indochinês. Assim, bastante próximos contudo divergentes ao pormenor, estes estilos de combate tiveram uma influência comum o que permitiu tal semelhança de combate e técnica.
- Muay thai ou boxe tailandês – Estilo moderno da arte marcial tailandesa com forte predominância da utilização de técnicas com cotovelos e joelhos.[1]
- Pradal Serei – Possível antecessor do muay thai, este estilo pertence ao Camboja.
- Lethwei – Uma arte marcial tradicional da Birmânia.
- Muay lao – Estilo proveniente de Laos.
- Tomoi – Estilo do norte da Malásia, descendente do muay boran.
- Muay Boran – Predecessor direto do muay thai, permite a utilização de cabeçadas, arremessos ao chão, clinch e obviamente o uso de cotoveladas e joelhadas.